# بارقية

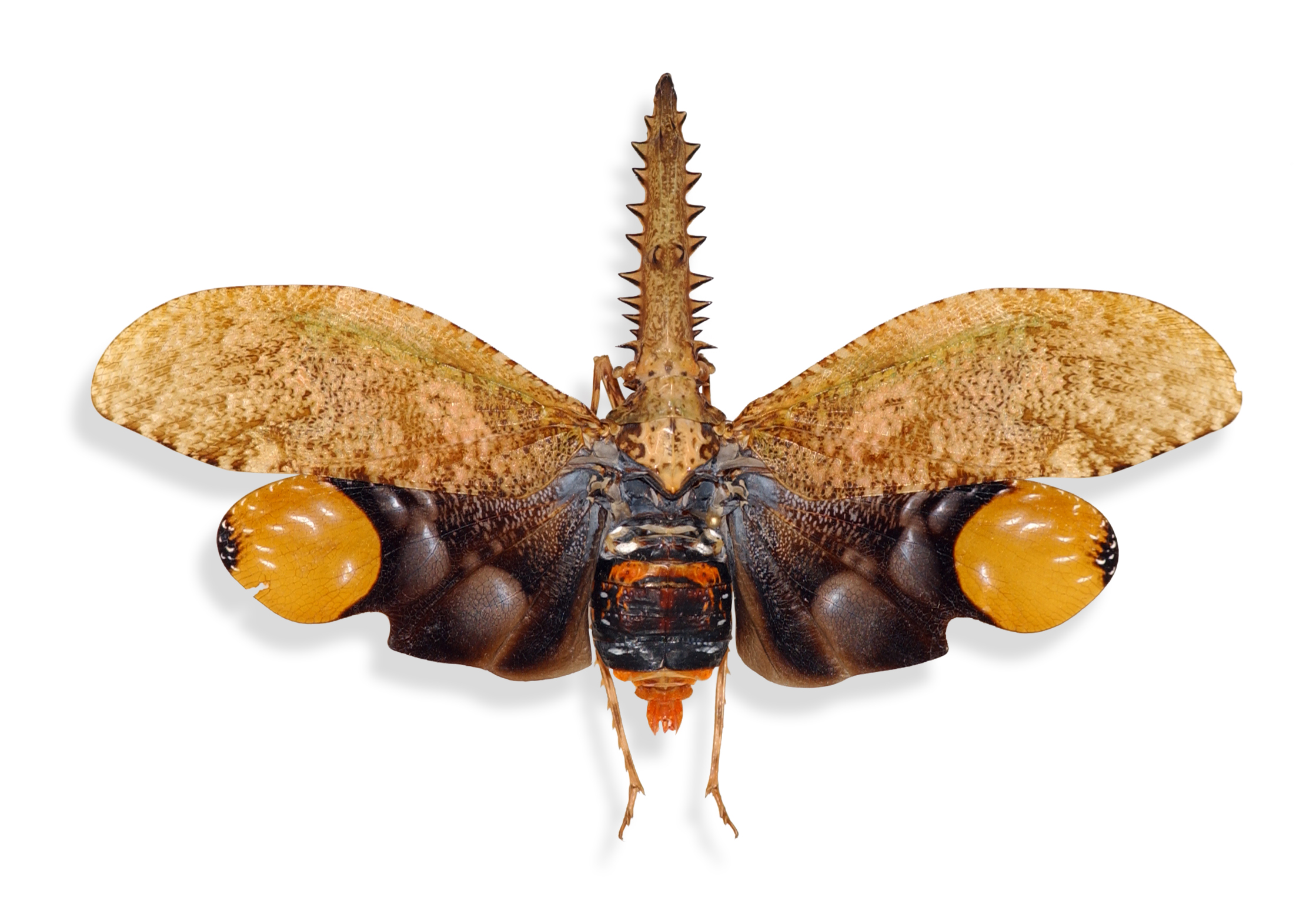
Fulgorinae Cathedra serrata - Muséum de Lille

البارقية أو الفلقورية أو ذباب الفانوس أو نطاط البرسيم الحجازي (الاسم العلمي:Fulgoridae) هي فصيلة من الحشرات تتبع رتبة نصفيات الأجنحة من طائفة الحشرات.
تمتلك حوريات البارقات آلية تروس بيولوجية في قاعدة الأرجل الخلفية ، والتي تحافظ على تزامن الساقين عندما تقفز الحشرة. كانت التروس ، غير الموجودة في البالغين ، معروفة منذ عقود  قبل التعرف بعد ذلك على وظيفتها التي تعمل بالتزامن للأرجل عند القفز.
تعتبر قفزتها هي الرقم القياسي لأي حشرة بالنسبة إلى حجمها أو كذلك لأي كائن حي على الأرض ومن ضمنها الإنسان.

## أسر
- فلقوراوات (الاسم العلمي:Fulgorinae)

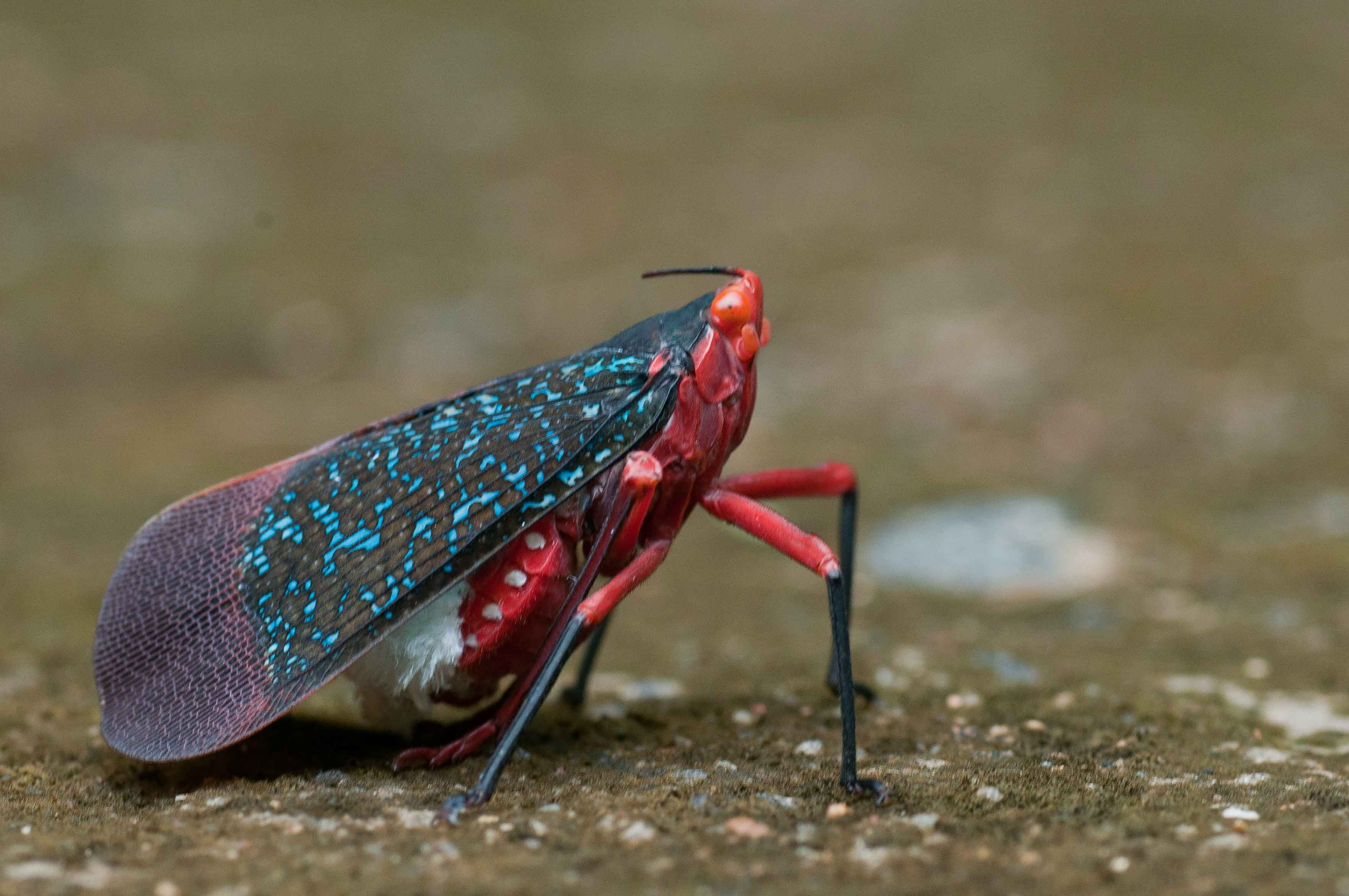
السايفة وهي عضو آخر من هذه الفصيلة متنوعة تتواجد في المناطق الاستوائية الآسيوية

- Amyclinae
- Aphaeninae
- Lystrinae
- Phenacinae

## أصنوفات
الأصنوفات الأدنى لهذا الكائن:
- كود سباركل
- تحديث القائمة

جنس:أمانتيا 
اسم علمي: Amantia

فُصيلة:فلقوراوات 
اسم علمي: Fulgorinae

جنس:فلقورة 
اسم علمي: Fulgora

جنس:Abrahameria 
اسم علمي: Abrahameria

جنس:Aburia 
اسم علمي: Aburia

جنس:Acmonia 
اسم علمي: Acmonia

جنس:Acraephia 
اسم علمي: Acraephia

جنس:Alaruasa 
اسم علمي: Alaruasa

جنس:Alcathous 
اسم علمي: Alcathous

جنس:Aliphera 
اسم علمي: Aliphera

جنس:Alphina 
اسم علمي: Alphina

جنس:Amdewana 
اسم علمي: Amdewana

فُصيلة:Amyclinae 
اسم علمي: Amyclinae

جنس:Anecphora 
اسم علمي: Anecphora

جنس:Antsalovasia 
اسم علمي: Antsalovasia

جنس:Aphaena 
اسم علمي: Aphaena

جنس:Aphaenina 
اسم علمي: Aphaenina

فُصيلة:Aphaeninae 
اسم علمي: Aphaeninae

جنس:Aphrodisias 
اسم علمي: Aphrodisias

جنس:Aracynthus 
اسم علمي: Aracynthus

جنس:Artacie 
اسم علمي: Artacie

جنس:Belbina 
اسم علمي: Belbina

جنس:Benamatapa 
اسم علمي: Benamatapa

جنس:Birdantis 
اسم علمي: Birdantis

جنس:Calmar 
اسم علمي: Calmar

جنس:Calyptoproctus 
اسم علمي: Calyptoproctus

جنس:Capenariana 
اسم علمي: Capenariana

جنس:Cerogenes 
اسم علمي: Cerogenes

جنس:Chilobia 
اسم علمي: Chilobia

جنس:Coelodictya 
اسم علمي: Coelodictya

جنس:Copidocephala 
اسم علمي: Copidocephala

جنس:Coptopola 
اسم علمي: Coptopola

جنس:Cornelia 
اسم علمي: Cornelia

جنس:Crepusia 
اسم علمي: Crepusia

جنس:Curetia 
اسم علمي: Curetia

جنس:Cyrpoptus 
اسم علمي: Cyrpoptus

جنس:Datua 
اسم علمي: Datua

جنس:Desudaba 
اسم علمي: Desudaba

جنس:Desudaboides 
اسم علمي: Desudaboides

جنس:Diareusa 
اسم علمي: Diareusa

جنس:Dilaropsis 
اسم علمي: Dilaropsis

جنس:Dilobura 
اسم علمي: Dilobura

جنس:Druentia 
اسم علمي: Druentia

جنس:Echetra 
اسم علمي: Echetra

جنس:Ecuadoria 
اسم علمي: Ecuadoria

جنس:Eddara 
اسم علمي: Eddara

جنس:Enchophora 
اسم علمي: Enchophora

جنس:Encophora 
اسم علمي: Encophora

جنس:Enhydria 
اسم علمي: Enhydria

جنس:Eningia 
اسم علمي: Eningia

جنس:Episcius 
اسم علمي: Episcius

جنس:Erilla 
اسم علمي: Erilla

جنس:Eurinopsyche 
اسم علمي: Eurinopsyche

جنس:Florichisme 
اسم علمي: Florichisme

جنس:Fulgoropsis 
اسم علمي: Fulgoropsis

جنس:Galela 
اسم علمي: Galela

جنس:Gebenna 
اسم علمي: Gebenna

جنس:Holodictya 
اسم علمي: Holodictya

جنس:Hotinus 
اسم علمي: Hotinus

جنس:Hypaepa 
اسم علمي: Hypaepa

جنس:Hypselometopum 
اسم علمي: Hypselometopum

جنس:Itzalana 
اسم علمي: Itzalana

جنس:Jamaicastes 
اسم علمي: Jamaicastes

جنس:Japetus 
اسم علمي: Japetus

جنس:Kalidasa 
اسم علمي: Kalidasa

جنس:Laternaria 
اسم علمي: Laternaria

جنس:Learcha 
اسم علمي: Learcha

جنس:Levia 
اسم علمي: Levia

جنس:Limois 
اسم علمي: Limois

جنس:Lycorma 
اسم علمي: Lycorma

جنس:Lystra 
اسم علمي: Lystra

جنس:Lystrenia 
اسم علمي: Lystrenia

فُصيلة:Lystrinae 
اسم علمي: Lystrinae

جنس:Malfeytia 
اسم علمي: Malfeytia

جنس:Mamatola 
اسم علمي: Mamatola

جنس:Mantosyna 
اسم علمي: Mantosyna

جنس:Matacosa 
اسم علمي: Matacosa

جنس:Menenia 
اسم علمي: Menenia

جنس:Metaphaena 
اسم علمي: Metaphaena

جنس:Myrilla 
اسم علمي: Myrilla

جنس:Nisax 
اسم علمي: Nisax

جنس:Novodictya 
اسم علمي: Novodictya

جنس:Obia 
اسم علمي: Obia

جنس:Odontoptera 
اسم علمي: Odontoptera

جنس:Oeagra 
اسم علمي: Oeagra

جنس:Omalocephala 
اسم علمي: Omalocephala

جنس:Ombro 
اسم علمي: Ombro

جنس:Oomima 
اسم علمي: Oomima

جنس:Paralystra 
اسم علمي: Paralystra

جنس:Pelidnopepla 
اسم علمي: Pelidnopepla

جنس:Penthicodes 
اسم علمي: Penthicodes

فُصيلة:Phenacinae 
اسم علمي: Phenacinae

جنس:Phrictus 
اسم علمي: Phrictus

جنس:Poblicia 
اسم علمي: Poblicia

جنس:Poiocera 
اسم علمي: Poiocera

فُصيلة:Poiocerinae 
اسم علمي: Poiocerinae

جنس:Polydictya 
اسم علمي: Polydictya

جنس:Prolepta 
اسم علمي: Prolepta

جنس:Pseudoamycle 
اسم علمي: Pseudoamycle

جنس:Pseudodictya 
اسم علمي: Pseudodictya

جنس:Pyrgoteles 
اسم علمي: Pyrgoteles

جنس:Pyrops 
اسم علمي: Pyrops

جنس:Radamana 
اسم علمي: Radamana

جنس:Rentinus 
اسم علمي: Rentinus

جنس:Rhabdocephala 
اسم علمي: Rhabdocephala

جنس:Rhicnophloea 
اسم علمي: Rhicnophloea

جنس:Rnhlella 
اسم علمي: Rnhlella

جنس:Saiva 
اسم علمي: Saiva

جنس:Samsama 
اسم علمي: Samsama

جنس:Scamandra 
اسم علمي: Scamandra

جنس:Scaralis 
اسم علمي: Scaralis

جنس:Scolopsella 
اسم علمي: Scolopsella

جنس:Tabocasa 
اسم علمي: Tabocasa

جنس:Tomintus 
اسم علمي: Tomintus

جنس:Xosophara 
اسم علمي: Xosophara

جنس:Zaumseilia 
اسم علمي: Zaumseilia

جنس:Zepasa 
اسم علمي: Zepasa

جنس:Zeunasa 
اسم علمي: Zeunasa